# Odontodes quadristrigata
Odontodes quadristrigata là một loài bướm đêm trong họ Noctuidae.